# Chenopodium tonkinense
Chenopodium tonkinense là loài thực vật có hoa thuộc họ Dền. Loài này được Courchet mô tả khoa học đầu tiên năm 1909.